# 祖咏
祖咏（699年—746年），唐朝诗人，洛阳（今河南洛阳）人，排行三，开元十二年（724年）进士。之后未得官，开元十三年（725年）离京迁居汝坟县（今河南叶县一带）别业，以渔樵自终。 与王维、储光羲、卢象、丘为友善，其中与王维交谊颇深，多酬唱之作。明人辑有《祖咏集》。

## 作品
作品以写自然景物为多，宣扬隐逸生活，并讲求对仗。
代表作有《终南望余雪》、《望蓟门》、《七夕》、《汝坟秋同仙州王长史翰闻百舌鸟》、《陆浑水亭》、《家园夜坐寄郭微》、《送丘为下第》、《古意二首》等，其中以《终南望余雪》和《望蓟门》两首诗为最著名。
明人辑有《祖咏集》。《全唐诗》存诗一卷。《全唐诗外编》及《全唐诗续拾》补诗一首，断句四。

## 评价
- 《河岳英灵集》：咏诗剪刻省净，用思尤苦，气虽不高，调颇凌俗。至如“霁日园林好，清明烟火新”，亦可称为才子也。
- 《诗源辨体》：祖咏诗甚少，五言古仅数篇，俱不为工。五言律，声调既高，语亦甚丽。七言“燕台一去”一篇，实为于鳞诸子鼻祖。
- 《载酒园诗话又编》：咏与卢象，稍有悲凉之感，然亦不激不伤。卢情深，祖尤骨秀。
- 《唐七律诗钞》：祖咏诸公，篇什不多，自是盛唐正轨。